# 라리가 2014-15
라리가 2014-15(스페인어: Primera División de España 2014-15, 협찬사의 이름을 따 리가 BBVA로도 불림)는 스페인 축구 1부 리그인 프리메라 디비시온의 84번째 시즌이다. 시즌 일정은 2014년 8월 23일에 시작되어 2015년 5월 24일에 마무리되었다.
바르셀로나는 2015년 5월 17일에 전 시즌 우승을 거둔 아틀레티코 마드리드를 비센테 칼데론에서 이기며 2년 만이자 통산 23번째 우승을 확정지었고, 역대 최고 골득실차인 +89의 기록(110골 득점 21골 실점)을 세워 레알 마드리드가 2011-12 시즌에 세운 기록과 동률을 이루었다.

## 참가 구단

### 참가 구단의 변동
총 20개 구단이 리그에 참가했는데, 이 중 17개 구단은 2013-14 시즌에 참가했던 구단들이며, 나머지 3개 구단은 세군다 디비시온에서 승격한 구단들이다. 승격한 세 구단들 중 둘은 세군다 디비시온을 우승하거나 준우승한 구단들이고 (에이바르와 데포르티보), 나머지 한 구단은 플레이오프전에서 승리한 구단(코르도바)이다.
에이바르는 세군다 디비시온에서 라 리가로 승격을 확정지은 첫 구단으로, 2014년 5월 25일에 알라베스를 1-0으로 이기면서 라 리가에 참가하게 되었다. 에이바르는 2014-15 시즌이 라 리가에 참가하는 첫 시즌이다.
데포르티보는 2014년 5월 31일에 하엔을 1-0으로 이기면서 세군다 디비시온에서의 1시즌 만에 라 리가 복귀를 확정지었다.
코르도바는 라스 팔마스와의 승격 플레이오프 결선에서 이기면서 42년 만에 1부 리그 무대에 복귀했다.

### 구단별 구장 위치
다음 구단들이 2014-15 시즌 라 리가에 참가했다:
| 구단                | 연고지        | 경기장                 | 관중수 |
| ------------------- | ------------- | ---------------------- | ------ |
| 알메리아            | 알메리아      | 지중해 게임 경기장     | 21,350 |
| 아틀레틱 빌바오     | 빌바오        | 산 마메스              | 53,289 |
| 아틀레티코 마드리드 | 마드리드      | 비센테 칼데론          | 54,907 |
| 바르셀로나          | 바르셀로나    | 캄 노우                | 99,786 |
| 셀타 비고           | 비고          | 발라이도스             | 31,800 |
| 코르도바            | 코르도바      | 누에보 아르캉헬        | 21,822 |
| 데포르티보          | 라 코루냐     | 리아소르               | 34,600 |
| 에이바르            | 에이바르      | 이푸루아               | 6,000  |
| 엘체                | 엘체          | 마르티네스 발레로      | 36,017 |
| 에스파뇰            | 바르셀로나    | 파워8 스타디움         | 40,500 |
| 헤타페              | 헤타페        | 콜리세움 알폰소 페레스 | 17,393 |
| 그라나다            | 그라나다      | 누에보 로스 카르메네스 | 23,156 |
| 레반테              | 발렌시아      | 발렌시아 시립 경기장   | 26,354 |
| 말라가              | 말라가        | 라 로살레다            | 30,044 |
| 라요 바예카노       | 마드리드      | 바예카스               | 14,708 |
| 레알 마드리드       | 마드리드      | 산티아고 베르나베우    | 81,044 |
| 레알 소시에다드     | 산 세바스티안 | 아노에타               | 32,076 |
| 세비야              | 세비야        | 산체스 피스후안        | 45,500 |
| 발렌시아            | 발렌시아      | 메스타야               | 55,000 |
| 비야레알            | 비야레알      | 엘 마드리갈            | 25,000 |

### 자치주별 구단
|   | 자치주     | 구단 수 | 구단                                                      |
| - | ---------- | ------- | --------------------------------------------------------- |
| 1 | 안달루시아 | 5       | 알메리아, 코르도바 그라나다, 말라가, 세비야               |
| 2 | 마드리드   | 4       | 아틀레티코 마드리드, 헤타페, 라요 바예카노, 레알 마드리드 |
| 2 | 발렌시아   | 4       | 엘체, 레반테, 발렌시아, 비야레알                          |
| 4 | 바스크     | 3       | 아틀레틱 빌바오, 에이바르 레알 소시에다드                 |
| 5 | 카탈루냐   | 2       | 바르셀로나, 에스파뇰                                      |
| 5 | 갈리시아   | 2       | 셀타 비고, 데포르티보                                     |

### 구단 인사 및 협찬사
| 구단                | 감독                 | 주장                | 유니폼 제작사 | 협찬사                                 |
| ------------------- | -------------------- | ------------------- | ------------- | -------------------------------------- |
| 알메리아            | 미겔 리베라          | 코로나              | 나이키        | 우리크솔닷컴                           |
| 아틀레틱 빌바오     | 에르네스토 발베르데  | 카를로스 구르페기   | 나이키        | 페트로노르, BBK                        |
| 아틀레티코 마드리드 | 디에고 시메오네      | 가비                | 나이키        | 아제르바이잔: 불의 나라, 플러스500     |
| 바르셀로나          | 루이스 엔리케        | 차비                | 나이키        | 카타르 항공, UNICEF, 베코1 2 6         |
| 셀타 비고           | 에두아르도 베리소    | 보르하 오우비냐     | 아디다스      | 시트로엥, 아방카, 에스트레야 갈리시아4 |
| 코르도바            | 호세 안토니오 로메로 | 아벨 고메스         | 아체르비스    | RD 임파고스                            |
| 데포르티보          | 빅토르 페르난데스    | 마누엘 파블로       | 로토          | 에스트레야 갈리시아, 아방카            |
| 에이바르            | 가이스카 가리타노    | 체마 아니바로       | 험멜          | 이에로스 세르반도, 위코1               |
| 엘체                | 프란 에스크리바      | 에두 알바카르       | 켈미          | 조세포                                 |
| 에스파뇰            | 세르히오 곤살레스    | 세르히오 가르시아   | 푸마          | 파워8                                  |
| 헤타페              | 파블로 프랑코        | 하이메 가빌란       | 호마          | 테크노카사 그룹                        |
| 그라나다            | 호세 라몬 산도발     | 디에고 마인스       | 호마          | 솔버 스포츠 캐피털                     |
| 레반테              | 루카스 알카라스      | 후안프란            | 나이키        | 이스트 유나이티드                      |
| 말라가              | 하비 그라시아        | 두다                | 나이키        | UNESCO3                                |
| 라요 바예카노       | 파코 헤메스          | 로베르토 트라쇼라스 | 에레아        | QBAO닷컴, 네비르1                      |
| 레알 마드리드       | 카를로 안첼로티      | 이케르 카시야스     | 아디다스      | 에미레이트 항공                        |
| 레알 소시에다드     | 데이비드 모이스      | 샤비 프리에토       | 아디다스      | QBAO닷컴, 쿠차1                        |
| 세비야              | 우나이 에메리        | 페르난도 나바로     | 워리어        | 말레이시아 관광청                      |
| 발렌시아            | 누누 이스피리투 산투 | 다니 파레호         | 아디다스      | 라 카이사, 골 텔레비전1                |
| 비야레알            | 마르셀리노           | 브루노              | 엑스테프      | 파메사 도자기                          |

1. ^ 유니폼 후면에 부착.
2. ^ 바르셀로나는 UNICEF에 기부함에 따라 구단 유니폼에 자선 단체의 로고를 부착했다.
3. ^ 말라가는 UNESCO에 기부함에 따라 구단 유니폼의 정면에 자선 단체의 로고를 부착했다.
4. ^ 하의에 부착.
5. 그 외로, 주심의 유니폼 또한 아디다스에서 제작하며, 뷔어트의 협찬을 받았고, 나이키가 전 경기에 오르뎀 LFP 공인구를 제공했다.
6. ^ 유니폼 소매에 부착.

### 감독 교체
| 구단            | 해임 감독                  | 해임 사유         | 해임 일자        | 리그 순위 | 취임 감독                  | 취임 일자        |
| --------------- | -------------------------- | ----------------- | ---------------- | --------- | -------------------------- | ---------------- |
| 셀타 비고       | 루이스 엔리케              | 사임              | 2014년 5월 15일  | 개막 전   | 에두아르도 베리소          | 2014년 6월 2일   |
| 말라가          | 베른트 슈스터              | 계약 만료         | 2014년 5월 16일  | 개막 전   | 하비 그라시아              | 2014년 5월 30일  |
| 에스파뇰        | 하비에르 아기레            | 계약 만료         | 2014년 5월 16일  | 개막 전   | 세르히오 곤살레스          | 2014년 5월 28일  |
| 바르셀로나      | 헤라르도 마르티노          | 사임              | 2014년 5월 17일  | 개막 전   | 루이스 엔리케              | 2014년 5월 19일  |
| 그라나다        | 루카스 알카라스            | 계약 만료         | 2014년 5월 28일  | 개막 전   | 호아킨 카파로스            | 2014년 5월 28일  |
| 레반테          | 호아킨 카파로스            | 그라나다로 이적   | 2014년 5월 28일  | 개막 전   | 호세 루이스 멘딜리바르     | 2014년 5월 30일  |
| 발렌시아        | 후안 안토니오 피시         | 경질              | 2014년 7월 2일   | 개막 전   | 누누 이스피리투 산투       | 2014년 7월 4일   |
| 데포르티보      | 페르난도 바스케스          | 경질              | 2014년 7월 8일   | 개막 전   | 빅토르 페르난데스          | 2014년 7월 10일  |
| 코르도바        | 알베르 페레                | 경질              | 2014년 10월 20일 | 20위      | 미로슬라브 주키치          | 2014년 10월 20일 |
| 레반테          | 호세 루이스 멘딜리바르     | 경질              | 2014년 10월 20일 | 19위      | 루카스 알카라스            | 2014년 10월 21일 |
| 레알 소시에다드 | 하고바 아라사테            | 경질              | 2014년 11월 2일  | 19위      | 데이비드 모이스            | 2014년 11월 10일 |
| 알메리아        | 프란시스코                 | 경질              | 2014년 12월 9일  | 17위      | 후안 이그나시오 마르티네스 | 2014년 12월 12일 |
| 헤타페          | 코스민 콘트라              | 광저우 R&F로 이적 | 2014년 12월 18일 | 13위      | 키케 산체스 플로레스       | 2015년 1월 5일   |
| 그라나다        | 호아킨 카파로스            | 경질              | 2015년 1월 13일  | 20위      | 아벨 레시노                | 2015년 1월 19일  |
| 헤타페          | 키케 산체스 플로레스       | 사임              | 2015년 2월 26일  | 13위      | 파블로 프랑코              | 2015년 3월 11일  |
| 코르도바        | 미로슬라브 주키치          | 경질              | 2015년 3월 16일  | 20위      | 호세 안토니오 로메로       | 2015년 3월 16일  |
| 알메리아        | 후안 이그나시오 마르티네스 | 경질              | 2015년 4월 5일   | 18위      | 세르히 바르후안            | 2015년 4월 6일   |
| 데포르티보      | 빅토르 페르난데스          | 경질              | 2015년 4월 8일   | 17위      | 빅토르 산체스              | 2015년 4월 8일   |
| 그라나다        | 아벨 레시노                | 경질              | 2015년 5월 1일   | 19위      | 호세 라몬 산도발           | 2015년 5월 1일   |

## 리그 결과

### 시즌 요약
2015년 5월 2일, 코르도바는 시즌 3경기를 남겨놓고 바르셀로나와의 안방 경기에서 0-8로 대패하면서 강등이 확정되었다. 8일 후, 비야레알은 조엘 캠벨의 결승골로 엘체를 제압해 유로파리그 진출을 확정지었다.
바르셀로나는 루이스 엔리케 신임 감독의 지휘 하에 리오넬 메시, 네이마르, 루이스 수아레스의 공격 삼각편대를 앞세워 5월 17일에 전 시즌 정상에 올랐던 아틀레티코 마드리드를 비센테 칼데론에서 제압하고 우승을 확정지었다. 바르셀로나는 아틀레티코 마드리드에게 안방인 캄 노우에서 리그 우승을 헌납한 이래 1년 만에 적지에서 리그 우승을 거두며 설욕에 성공했다. 레알 마드리드는, 시즌 후반기에 전반기 만큼의 꾸준함을 보여주지 못하면서, 바르셀로나가 우승을 확정지은 같은 날에 에스파뇰을 4-1로 이기고 준우승을 확정지었다.
챔피언스리그 진출 막차 승차권을 놓은 경쟁의 승자는 시즌 막판 10분 사이에 가려졌다. 발렌시아는 승점 74점을 쌓아 4위에 올라 있는데, 강등 위기에 처한 알메리아를 최종전에서 상대했는데, 동부 연고의 구단은 조별 리그, 플레이오프전, 탈락의 챔피언스리그 진출 경우의 수 3가지가 모두 가능한 가운데 최종전을 시작했다. 발렌시아는 이 경기에서 3-2 승리를 거두어 4위를 확정지었는데, 이들보다 승점 3점이 더 많았던 아틀레티코 마드리드가 그라나다 원정에서 비겼기 때문이었다. 세비야는 말라가에 3-2 승리를 거두고 챔피언스리그 진출권 획득에 실패한 구단들 중에는 가장 높은 승점인 76점을 쌓아 올려 리그를 5위로 마감했다. 그러나, 세비야는 유로파리그 결승전에서 승전고를 울리며 챔피언스리그 진출권을 가져갔다.
이보다 몇 달 앞선 2월 7일, 아틀레티코 마드리드는 연고지의 숙적 레알 마드리드에게 4-0 대승을 거두었다. 이는 레알 마드리드가 2010년 11월에 바르셀로나에게 0-5 패배를 당한 이래 당한 가장 큰 점수차 패배였다.
시즌을 13위로 마무리했지만, 엘체는 재정난으로 인해 6월 5일에 세군다 디비시온으로 강등되었다. 라 리가 새내기 에이바르는 시즌을 18위로 마무리했지만, 엘체를 대신해 다음 시즌에도 라 리가에 참가하게 되었다.

### 최종 순위
| 순위 | 팀                  | 경기 | 승 | 무 | 패 | 득  | 실 | 차  | 승점 | 참가 자격 및 강등              |
| ---- | ------------------- | ---- | -- | -- | -- | --- | -- | --- | ---- | ------------------------------ |
| 1    | 바르셀로나 (C)      | 38   | 30 | 4  | 4  | 110 | 21 | +89 | 94   | 챔피언스리그 조별 리그 진출    |
| 2    | 레알 마드리드       | 38   | 30 | 2  | 6  | 118 | 38 | +80 | 92   | 챔피언스리그 조별 리그 진출    |
| 3    | 아틀레티코 마드리드 | 38   | 23 | 9  | 6  | 67  | 29 | +38 | 78   | 챔피언스리그 조별 리그 진출    |
| 4    | 발렌시아            | 38   | 22 | 11 | 5  | 70  | 32 | +38 | 77   | 챔피언스리그 플레이오프전 진출 |
| 5    | 세비야              | 38   | 23 | 7  | 8  | 71  | 45 | +26 | 76   | 챔피언스리그 조별 리그 진출    |
| 6    | 비야레알            | 38   | 16 | 12 | 10 | 48  | 37 | +11 | 60   | 유로파리그 조별 리그 진출      |
| 7    | 아틀레틱 빌바오     | 38   | 15 | 10 | 13 | 42  | 41 | +1  | 55   | 유로파리그 3차 예선전 진출     |
| 8    | 셀타 비고           | 38   | 13 | 12 | 13 | 47  | 44 | +3  | 51   |                                |
| 9    | 말라가              | 38   | 14 | 8  | 16 | 42  | 48 | −6  | 50   |                                |
| 10   | 에스파뇰            | 38   | 13 | 10 | 15 | 47  | 51 | −4  | 49   |                                |
| 11   | 라요 바예카노       | 38   | 15 | 4  | 19 | 46  | 68 | −22 | 49   |                                |
| 12   | 레알 소시에다드     | 38   | 11 | 13 | 14 | 44  | 51 | −7  | 46   |                                |
| 13   | 엘체 (R)            | 38   | 11 | 8  | 19 | 35  | 62 | −27 | 41   | 세군다 디비시온으로 강등       |
| 14   | 레반테              | 38   | 9  | 10 | 19 | 34  | 67 | −33 | 37   |                                |
| 15   | 헤타페              | 38   | 10 | 7  | 21 | 33  | 64 | −31 | 37   |                                |
| 16   | 데포르티보          | 38   | 7  | 14 | 17 | 35  | 60 | −25 | 35   |                                |
| 17   | 그라나다            | 38   | 7  | 14 | 17 | 29  | 64 | −35 | 35   |                                |
| 18   | 에이바르            | 38   | 9  | 8  | 21 | 34  | 55 | −21 | 35   |                                |
| 19   | 알메리아 (R)        | 38   | 8  | 8  | 22 | 35  | 64 | −29 | 29   | 세군다 디비시온으로 강등       |
| 20   | 코르도바 (R)        | 38   | 3  | 11 | 24 | 22  | 68 | −46 | 20   | 세군다 디비시온으로 강등       |

1. 1 2  세비야는 전년도 우승 자격으로 챔피언스리그 조별 리그 진출권을 획득했다. 리그 성적에 따른 유로파리그 조별 리그 진출권은 UEFA 규정에 따라 공석으로 남았다.
2. 1 2  코파 델 레이를 우승한 바르셀로나가 이미 리그 성적으로 유럽대항전 진출권을 확보함에 따라, 컵대회 우승에 따른 유로파리그 조별 리그 진출권은 리그 6위 구단에게 넘겨줬고, 6위에게 주어지는 유로파리그 3차 예선전 진출권은 리그 7위 구단에게 넘겨졌다.
3. 1 2  에스파뇰은 라요 바예카노에 상대 전적으로 앞서서 윗 순위를 기록하였다: 라요 바예카노–에스파뇰 1–3, 에스파뇰–라요 바예카노 1–1.
4. ↑  스페인 프로축구연맹은 엘체를 강등시키는 행정조치를 취하였다.[36]
5. 1 2  레반테는 헤타페에 상대 전적으로 앞서서 윗 순위를 기록하였다: 레반테–헤타페 1–1, 헤타페–레반테 0–1.
6. 1 2 3  상대 전적: 데포르티보 7점, 그라나다 6점, 에이바르 2점
7. ↑  알메리아는 이적료 체불에 따라 승점 3점이 삭감되었다.[37]

### 우승
| 라 리가 2014-15 우승   |
| ---------------------- |
| 바르셀로나 23번째 우승 |

### 순위 변동표
| 구단 ＼ 라운드      | 1  | 2  | 3  | 4  | 5  | 6  | 7  | 8  | 9  | 10 | 11 | 12 | 13 | 14 | 15 | 16 | 17 | 18 | 19 | 20 | 21 | 22 | 23 | 24 | 25 | 26 | 27 | 28 | 29 | 30 | 31 | 32 | 33 | 34 | 35 | 36 | 37 | 38 |
| ------------------- | -- | -- | -- | -- | -- | -- | -- | -- | -- | -- | -- | -- | -- | -- | -- | -- | -- | -- | -- | -- | -- | -- | -- | -- | -- | -- | -- | -- | -- | -- | -- | -- | -- | -- | -- | -- | -- | -- |
| 바르셀로나          | 1  | 1  | 1  | 1  | 2  | 1  | 1  | 1  | 1  | 4  | 2  | 2  | 2  | 2  | 2  | 2  | 2  | 2  | 2  | 2  | 2  | 2  | 2  | 2  | 2  | 1  | 1  | 1  | 1  | 1  | 1  | 1  | 1  | 1  | 1  | 1  | 1  | 1  |
| 레알 마드리드       | 3  | 10 | 13 | 7  | 5  | 5  | 4  | 3  | 3  | 1  | 1  | 1  | 1  | 1  | 1  | 1  | 1  | 1  | 1  | 1  | 1  | 1  | 1  | 1  | 1  | 2  | 2  | 2  | 2  | 2  | 2  | 2  | 2  | 2  | 2  | 2  | 2  | 2  |
| 아틀레티코 마드리드 | 12 | 6  | 4  | 4  | 4  | 3  | 5  | 5  | 5  | 3  | 4  | 3  | 3  | 3  | 3  | 3  | 3  | 3  | 3  | 3  | 3  | 3  | 3  | 3  | 3  | 3  | 4  | 4  | 3  | 3  | 3  | 3  | 3  | 3  | 3  | 3  | 3  | 3  |
| 발렌시아            | 11 | 2  | 2  | 2  | 1  | 2  | 2  | 4  | 4  | 2  | 3  | 4  | 5  | 5  | 5  | 4  | 4  | 5  | 5  | 4  | 5  | 4  | 4  | 4  | 4  | 4  | 3  | 3  | 4  | 4  | 4  | 4  | 4  | 4  | 4  | 4  | 4  | 4  |
| 세비야              | 10 | 5  | 3  | 3  | 3  | 4  | 3  | 2  | 2  | 5  | 5  | 5  | 4  | 4  | 4  | 6  | 5  | 4  | 4  | 5  | 4  | 5  | 5  | 5  | 5  | 5  | 5  | 5  | 5  | 5  | 5  | 5  | 5  | 5  | 5  | 5  | 5  | 5  |
| 비야레알            | 4  | 9  | 8  | 6  | 7  | 7  | 7  | 6  | 8  | 8  | 8  | 8  | 6  | 6  | 6  | 5  | 6  | 6  | 6  | 6  | 6  | 6  | 6  | 6  | 6  | 6  | 6  | 6  | 6  | 6  | 6  | 6  | 6  | 6  | 6  | 6  | 6  | 6  |
| 아틀레틱 빌바오     | 15 | 7  | 12 | 15 | 18 | 16 | 18 | 17 | 15 | 11 | 11 | 9  | 9  | 10 | 10 | 11 | 12 | 13 | 13 | 13 | 11 | 13 | 13 | 12 | 10 | 8  | 8  | 8  | 8  | 8  | 9  | 8  | 8  | 8  | 7  | 9  | 7  | 7  |
| 셀타 비고           | 2  | 3  | 5  | 8  | 6  | 6  | 6  | 7  | 6  | 6  | 7  | 7  | 8  | 8  | 8  | 8  | 9  | 9  | 11 | 12 | 10 | 10 | 9  | 8  | 8  | 9  | 11 | 11 | 11 | 12 | 10 | 9  | 9  | 9  | 9  | 10 | 11 | 8  |
| 말라가              | 6  | 13 | 11 | 10 | 10 | 13 | 11 | 8  | 7  | 7  | 6  | 6  | 7  | 7  | 7  | 7  | 7  | 7  | 7  | 7  | 7  | 7  | 7  | 7  | 7  | 7  | 7  | 7  | 7  | 7  | 7  | 7  | 7  | 7  | 8  | 7  | 8  | 9  |
| 에스파뇰            | 9  | 16 | 19 | 18 | 11 | 12 | 8  | 11 | 10 | 13 | 12 | 14 | 12 | 13 | 11 | 10 | 10 | 10 | 9  | 9  | 9  | 9  | 8  | 9  | 9  | 10 | 9  | 12 | 12 | 9  | 8  | 10 | 10 | 10 | 10 | 8  | 9  | 10 |
| 라요 바예카노       | 13 | 14 | 16 | 17 | 13 | 9  | 12 | 9  | 9  | 12 | 13 | 11 | 10 | 11 | 12 | 13 | 11 | 11 | 10 | 10 | 12 | 15 | 11 | 14 | 11 | 13 | 12 | 10 | 9  | 10 | 12 | 11 | 11 | 11 | 12 | 11 | 10 | 11 |
| 레알 소시에다드     | 16 | 8  | 7  | 12 | 14 | 15 | 15 | 16 | 17 | 19 | 15 | 16 | 14 | 14 | 14 | 14 | 13 | 12 | 12 | 11 | 13 | 12 | 12 | 10 | 12 | 11 | 10 | 9  | 10 | 11 | 11 | 12 | 12 | 12 | 11 | 12 | 12 | 12 |
| 엘체                | 20 | 19 | 10 | 13 | 16 | 18 | 16 | 18 | 19 | 17 | 18 | 19 | 19 | 20 | 20 | 20 | 20 | 19 | 16 | 17 | 19 | 17 | 17 | 17 | 16 | 15 | 15 | 15 | 16 | 16 | 15 | 14 | 14 | 13 | 13 | 13 | 13 | 13 |
| 헤타페              | 17 | 12 | 15 | 16 | 19 | 14 | 14 | 10 | 12 | 10 | 9  | 10 | 13 | 12 | 13 | 12 | 14 | 14 | 15 | 14 | 15 | 14 | 15 | 13 | 14 | 12 | 13 | 13 | 13 | 13 | 13 | 13 | 13 | 14 | 14 | 14 | 14 | 14 |
| 레반테              | 19 | 20 | 20 | 20 | 17 | 19 | 17 | 19 | 20 | 18 | 19 | 13 | 15 | 15 | 15 | 15 | 17 | 18 | 19 | 19 | 20 | 18 | 19 | 18 | 17 | 17 | 17 | 17 | 15 | 15 | 17 | 16 | 15 | 15 | 15 | 15 | 15 | 15 |
| 데포르티보          | 14 | 15 | 9  | 14 | 15 | 17 | 20 | 15 | 16 | 16 | 17 | 18 | 18 | 19 | 16 | 17 | 16 | 15 | 17 | 16 | 14 | 11 | 14 | 15 | 15 | 16 | 16 | 16 | 17 | 17 | 16 | 17 | 17 | 17 | 17 | 17 | 17 | 16 |
| 그라나다            | 5  | 4  | 6  | 5  | 8  | 11 | 13 | 14 | 14 | 15 | 14 | 15 | 16 | 16 | 17 | 18 | 19 | 20 | 20 | 20 | 18 | 20 | 18 | 19 | 19 | 18 | 19 | 18 | 18 | 18 | 19 | 19 | 19 | 19 | 19 | 19 | 16 | 17 |
| 에이바르            | 7  | 11 | 14 | 9  | 9  | 8  | 9  | 12 | 11 | 9  | 10 | 12 | 11 | 9  | 9  | 9  | 8  | 8  | 8  | 8  | 8  | 8  | 10 | 11 | 13 | 14 | 14 | 14 | 14 | 14 | 14 | 15 | 16 | 16 | 16 | 18 | 18 | 18 |
| 알메리아            | 8  | 17 | 17 | 11 | 12 | 10 | 10 | 13 | 13 | 14 | 16 | 17 | 17 | 17 | 19 | 16 | 15 | 17 | 18 | 18 | 16 | 16 | 16 | 16 | 18 | 19 | 18 | 19 | 19 | 19 | 18 | 18 | 18 | 18 | 18 | 16 | 19 | 19 |
| 코르도바            | 18 | 18 | 18 | 19 | 20 | 20 | 19 | 20 | 18 | 20 | 20 | 20 | 20 | 18 | 18 | 19 | 18 | 16 | 14 | 15 | 17 | 19 | 20 | 20 | 20 | 20 | 20 | 20 | 20 | 20 | 20 | 20 | 20 | 20 | 20 | 20 | 20 | 20 |

출처: 리가 BBVA 보관됨 2014-10-26 - 웨이백 머신

2015년 5월 23일 기준

참고: 위 순위표는 매 라운드가 끝난 후의 구단들 순위를 나타낸다. 시간대에 따른 상황을 반영하기 위해, 연기된 경기는 본래 경기가 치러진 시점에 반영되지 않으나, 최종전에만 반영된다. 예를 들어 13라운드 경기 일정이 16라운드와 17라운드 사이에 치러진 경우, 연기된 경기 결과는 16라운드의 순위 변동표에 반영된다.

## 결과
| 홈 \ 어웨이         | ALM | ATH | ATM | FCB | CEL | CÓR | RCD | EIB | ELC | ESP | GET | GCF | LEV | MCF | RVA | RMA | RSO | SFC | VCF | VIL |
| ------------------- | --- | --- | --- | --- | --- | --- | --- | --- | --- | --- | --- | --- | --- | --- | --- | --- | --- | --- | --- | --- |
| 알메리아            | —   | 0–1 | 0–1 | 1–2 | 2–2 | 1–1 | 0–0 | 2–0 | 2–2 | 1–1 | 1–0 | 3–0 | 1–4 | 1–2 | 0–1 | 1–4 | 2–2 | 0–2 | 2–3 | 0–0 |
| 아틀레틱 빌바오     | 2–1 | —   | 1–4 | 2–5 | 1–1 | 0–1 | 1–1 | 0–0 | 1–2 | 3–1 | 4–0 | 0–1 | 3–0 | 1–1 | 1–0 | 1–0 | 1–1 | 1–0 | 1–1 | 4–0 |
| 아틀레티코 마드리드 | 3–0 | 0–0 | —   | 0–1 | 2–2 | 4–2 | 2–0 | 2–1 | 3–0 | 2–0 | 2–0 | 2–0 | 3–1 | 3–1 | 3–1 | 4–0 | 2–0 | 4–0 | 1–1 | 0–1 |
| 바르셀로나          | 4–0 | 2–0 | 3–1 | —   | 0–1 | 5–0 | 2–2 | 3–0 | 3–0 | 5–1 | 6–0 | 6–0 | 5–0 | 0–1 | 6–1 | 2–1 | 2–0 | 5–1 | 2–0 | 3–2 |
| 셀타 비고           | 0–1 | 1–2 | 2–0 | 0–1 | —   | 1–0 | 2–1 | 0–1 | 1–1 | 3–2 | 3–1 | 0–0 | 3–0 | 1–0 | 6–1 | 2–4 | 2–2 | 1–1 | 1–1 | 1–3 |
| 코르도바            | 1–2 | 0–1 | 0–2 | 0–8 | 1–1 | —   | 0–0 | 1–1 | 0–2 | 0–0 | 1–2 | 2–0 | 0–0 | 1–2 | 1–2 | 1–2 | 1–1 | 1–3 | 1–2 | 0–2 |
| 데포르티보          | 0–1 | 1–0 | 1–2 | 0–4 | 0–2 | 1–1 | —   | 2–0 | 1–0 | 0–0 | 1–2 | 2–2 | 2–0 | 0–1 | 2–2 | 2–8 | 0–0 | 3–4 | 3–0 | 1–1 |
| 에이바르            | 5–2 | 0–1 | 1–3 | 0–2 | 0–1 | 3–0 | 0–1 | —   | 0–1 | 0–2 | 2–1 | 1–1 | 3–3 | 1–0 | 1–2 | 0–4 | 1–0 | 1–3 | 0–1 | 1–1 |
| 엘체                | 1–0 | 2–3 | 0–2 | 0–6 | 0–1 | 2–2 | 4–0 | 0–2 | —   | 2–1 | 0–1 | 1–1 | 1–0 | 1–2 | 2–0 | 0–2 | 1–0 | 0–2 | 0–4 | 2–2 |
| 에스파뇰            | 3–0 | 1–0 | 0–0 | 0–2 | 1–0 | 1–0 | 0–0 | 1–2 | 1–1 | —   | 2–0 | 2–1 | 2–1 | 2–2 | 1–1 | 1–4 | 2–0 | 1–2 | 1–2 | 1–1 |
| 헤타페              | 1–0 | 1–2 | 0–1 | 0–0 | 2–1 | 1–1 | 2–1 | 1–1 | 0–0 | 2–1 | —   | 1–2 | 0–1 | 1–0 | 1–2 | 0–3 | 0–1 | 2–1 | 0–3 | 1–1 |
| 그라나다            | 0–0 | 0–0 | 0–0 | 1–3 | 1–1 | 2–0 | 2–1 | 0–0 | 1–0 | 1–2 | 1–1 | —   | 0–1 | 1–0 | 0–1 | 0–4 | 1–1 | 1–1 | 1–1 | 0–0 |
| 레반테              | 2–1 | 0–2 | 2–2 | 0–5 | 0–1 | 1–0 | 0–0 | 2–1 | 0–0 | 2–2 | 1–1 | 2–1 | —   | 4–1 | 0–2 | 0–5 | 1–1 | 1–2 | 2–1 | 0–2 |
| 말라가              | 1–2 | 1–0 | 2–2 | 0–0 | 1–0 | 2–0 | 1–1 | 2–1 | 1–2 | 0–2 | 3–2 | 2–1 | 0–0 | —   | 4–0 | 1–2 | 1–1 | 2–3 | 1–0 | 1–1 |
| 라요 바예카노       | 2–0 | 2–1 | 0–0 | 0–2 | 1–0 | 0–1 | 1–2 | 2–3 | 2–3 | 1–3 | 2–0 | 3–1 | 4–2 | 1–0 | —   | 0–2 | 2–4 | 0–1 | 1–1 | 2–0 |
| 레알 마드리드       | 3–0 | 5–0 | 1–2 | 3–1 | 3–0 | 2–0 | 2–0 | 3–0 | 5–1 | 3–0 | 7–3 | 9–1 | 2–0 | 3–1 | 5–1 | —   | 4–1 | 2–1 | 2–2 | 1–1 |
| 레알 소시에다드     | 1–2 | 1–1 | 2–1 | 1–0 | 1–1 | 3–1 | 2–2 | 1–0 | 3–0 | 1–0 | 1–2 | 0–3 | 3–0 | 0–1 | 0–1 | 4–2 | —   | 4–3 | 1–1 | 0–0 |
| 세비야              | 2–1 | 2–0 | 0–0 | 2–2 | 1–0 | 3–0 | 4–1 | 0–0 | 3–0 | 3–2 | 2–0 | 5–1 | 1–1 | 2–0 | 2–0 | 2–3 | 1–0 | —   | 1–1 | 2–1 |
| 발렌시아            | 3–2 | 0–0 | 3–1 | 0–1 | 1–1 | 3–0 | 2–0 | 3–1 | 3–1 | 3–1 | 1–0 | 4–0 | 3–0 | 3–0 | 3–0 | 2–1 | 2–0 | 3–1 | —   | 0–0 |
| 비야레알            | 2–0 | 2–0 | 0–1 | 0–1 | 4–1 | 0–0 | 3–0 | 1–0 | 1–0 | 0–3 | 2–1 | 2–0 | 1–0 | 2–1 | 4–2 | 0–2 | 4–0 | 0–2 | 1–3 | —   |

## 시즌 통계

### 득점
- 시즌 1호골: 
  루이스 알베르토 (말라가 vs 아틀레틱 빌바오, 2014년 8월 23일)
- 시즌 마지막 골: 
  마르셀루 (레알 마드리드 vs 헤타페, 2015년 5월 23일)

| 순위 | 이름                | 골 | 구단                |
| ---- | ------------------- | -- | ------------------- |
| 1    | 크리스티아누 호날두 | 48 | 레알 마드리드       |
| 2    | 리오넬 메시         | 43 | 바르셀로나          |
| 3    | 앙투안 그리즈만     | 22 | 아틀레티코 마드리드 |
| 3    | 네이마르            | 22 | 바르셀로나          |
| 5    | 카를로스 바카       | 20 | 세비야              |
| 6    | 아리츠 아두리스     | 18 | 아틀레틱 빌바오     |
| 7    | 알베르토 부에노     | 17 | 라요 바예카노       |
| 8    | 루이스 수아레스     | 16 | 바르셀로나          |
| 9    | 카림 벤제마         | 15 | 레알 마드리드       |
| 10   | 세르히오 가르시아   | 14 | 에스파뇰            |
| 10   | 조나타스            | 14 | 엘체                |

| 순위 | 이름                | 도움 | 구단                |
| ---- | ------------------- | ---- | ------------------- |
| 1    | 리오넬 메시         | 19   | 바르셀로나          |
| 2    | 크리스티아누 호날두 | 16   | 레알 마드리드       |
| 3    | 루이스 수아레스     | 16   | 바르셀로나          |
| 4    | 놀리토              | 13   | 셀타 비고           |
| 4    | 하메스 로드리게스   | 13   | 레알 마드리드       |
| 6    | 카림 벤제마         | 10   | 레알 마드리드       |
| 6    | 코케                | 10   | 아틀레티코 마드리드 |
| 8    | 가레스 베일         | 9    | 레알 마드리드       |
| 8    | 데니스 체리셰프     | 9    | 비야레알            |
| 8    | 이스코              | 9    | 레알 마드리드       |
| 8    | 세르히오 가르시아   | 9    | 에스파뇰            |

### 트로페오 사모라
마르카지는 최저 실점률을 기록한 골키퍼에게 트로페오 사모라를 수상했다. 이 상의 수상 자격을 얻으려면 최소 28경기 이상 출전해야 하며, 1경기 출전을 인정받으려면 해당 경기를 60분 이상 출전해야 했다.
| 순위 | 이름              | 실점 | 경기 | 실점률 | 구단            |
| ---- | ----------------- | ---- | ---- | ------ | --------------- |
| 1    | 클라우디오 브라보 | 19   | 37   | 0.51   | 바르셀로나      |
| 2    | 지에구 아우베스   | 29   | 37   | 0.78   | 발렌시아        |
| 3    | 세르히오 아셍호   | 31   | 34   | 0.91   | 비야레알        |
| 4    | 이케르 카시야스   | 35   | 32   | 1.09   | 레알 마드리드   |
| 5    | 고르카 이라이소스 | 38   | 34   | 1.12   | 아틀레틱 빌바오 |

### 해트트릭 목록
| 선수                 | 구단                | 상대            | 결과     | 날짜             | 주석   |
| -------------------- | ------------------- | --------------- | -------- | ---------------- | ------ |
| 크리스티아누 호날두  | 레알 마드리드       | 데포르티보      | 8–2 (원) | 2014년 9월 20일  | 리포트 |
| 크리스티아누 호날두4 | 레알 마드리드       | 엘체            | 5–1 (안) | 2014년 9월 23일  | 리포트 |
| 네이마르             | 바르셀로나          | 그라나다        | 6–0 (안) | 2014년 9월 27일  | 리포트 |
| 크리스티아누 호날두  | 레알 마드리드       | 아틀레틱 빌바오 | 5–0 (안) | 2014년 10월 5일  | 리포트 |
| 리오넬 메시          | 바르셀로나          | 세비야          | 5–1 (안) | 2014년 11월 22일 | 리포트 |
| 카를로스 벨라        | 레알 소시에다드     | 엘체            | 3–0 (안) | 2014년 11월 28일 | 리포트 |
| 크리스티아누 호날두  | 레알 마드리드       | 셀타 비고       | 3–0 (안) | 2014년 12월 6일  | 리포트 |
| 리오넬 메시          | 바르셀로나          | 에스파뇰        | 5–1 (안) | 2014년 12월 7일  | 리포트 |
| 앙투안 그리즈만      | 아틀레티코 마드리드 | 아틀레틱 빌바오 | 4–1 (원) | 2014년 12월 21일 | 리포트 |
| 리오넬 메시          | 바르셀로나          | 데포르티보      | 4–0 (원) | 2015년 1월 18일  | 리포트 |
| 다비드 바랄          | 레반테              | 말라가          | 4–1 (안) | 2015년 2월 7일   | 리포트 |
| 리오넬 메시          | 바르셀로나          | 레반테          | 5–0 (안) | 2015년 2월 15일  | 리포트 |
| 알베르토 부에노4     | 라요 바예카노       | 레반테          | 4–2 (안) | 2015년 2월 28일  | 리포트 |
| 리오넬 메시          | 바르셀로나          | 라요 바예카노   | 6–1 (안) | 2015년 3월 8일   | 리포트 |
| 다비드 바랄          | 레반테              | 알메리아        | 4–1 (원) | 2015년 4월 4일   | 리포트 |
| 크리스티아누 호날두5 | 레알 마드리드       | 그라나다        | 9–1 (안) | 2015년 4월 5일   | 리포트 |
| 산티 미나4           | 셀타 비고           | 라요 바예카노   | 6–1 (안) | 2015년 4월 11일  | 리포트 |
| 루이스 수아레스      | 바르셀로나          | 코르도바        | 8–0 (원) | 2015년 5월 2일   | 리포트 |
| 크리스티아누 호날두  | 레알 마드리드       | 세비야          | 3–2 (원) | 2015년 5월 2일   | 리포트 |
| 크리스티아누 호날두  | 레알 마드리드       | 에스파뇰        | 4–1 (원) | 2015년 5월 17일  | 리포트 |
| 크리스티아누 호날두  | 레알 마드리드       | 헤타페          | 7–3 (안) | 2015년 5월 23일  | 리포트 |

4 해당 경기에서 4골 기록
5 해당 경기에서 5골 기록
(안) – 안방 경기; (원) – 원정 경기

### 징계
2015년 4월 26일 기준
- 최다 경고 구단: 알메리아 (115회)
- 최다 경고 선수: 빅토르 산체스 (에스파뇰, 15회)
- 최다 퇴장 구단: 알메리아 (9회)
- 최다 퇴장 선수 
 5명 (각 2회) 
 마르코스 앙헬레리 (말라가), 세바스티안 두바르비에르 (알메리아), 미셰우 (알메리아), 라울 나바스 (에이바르), 페데리코 피오바카리 (에이바르)

### 관중 통계
| 순위 | 구단                | 합계       | 최고   | 최저   | 평균   | 변동    |
| ---- | ------------------- | ---------- | ------ | ------ | ------ | ------- |
| 1    | 바르셀로나          | 1,475,013  | 98,760 | 60,005 | 77,632 | +7.9%   |
| 2    | 레알 마드리드       | 1,395,280  | 85,450 | 63,634 | 73,436 | +2.9%   |
| 3    | 아틀레티코 마드리드 | 884,106    | 54,069 | 37,000 | 46,532 | +0.3%   |
| 4    | 발렌시아            | 832,798    | 51,200 | 36,763 | 43,831 | +24.7%  |
| 5    | 아틀레틱 빌바오     | 772,054    | 48,437 | 28,000 | 40,634 | +20.9%  |
| 6    | 세비야              | 591,030    | 40,355 | 19,925 | 31,107 | +1.4%   |
| 7    | 말라가              | 422,714    | 29,025 | 16,181 | 22,248 | −0.9%   |
| 8    | 레알 소시에다드     | 419,996    | 28,748 | 14,836 | 22,105 | −5.0%   |
| 9    | 엘체                | 411,691    | 31,512 | 14,162 | 21,668 | −13.5%  |
| 10   | 데포르티보          | 404,223    | 30,334 | 14,167 | 21,275 | −4.0%1  |
| 11   | 셀타 비고           | 363,629    | 25,274 | 14,386 | 19,138 | −9.1%   |
| 12   | 에스파뇰            | 355,128    | 30,253 | 12,710 | 18,691 | −4.8%   |
| 13   | 그라나다            | 313,151    | 20,848 | 14,338 | 16,482 | +7.3%   |
| 14   | 비야레알            | 303,336    | 23,000 | 9,788  | 15,965 | −1.9%   |
| 15   | 코르도바            | 296,721    | 21,495 | 7,619  | 15,617 | +39.2%1 |
| 16   | 레반테              | 290,022    | 23,506 | 10,558 | 15,264 | −0.2%   |
| 17   | 라요 바예카노       | 201,988    | 14,070 | 7,776  | 10,631 | +4.6%   |
| 18   | 알메리아            | 198,238    | 13,950 | 8,575  | 10,434 | +2.1%   |
| 19   | 헤타페              | 139,854    | 10,591 | 4,570  | 7,361  | +7.9%   |
| 20   | 에이바르            | 90,754     | 6,065  | 4,008  | 4,777  | +58.1%  |
|      | 리그 합계           | 10,161,726 | 98,760 | 4,008  | 26,741 | +1.5%   |

출처:
2015년 5월 23일 기준
참고:
1: 전 시즌 세군다 디비시온 소속

## 라리가 시상식

### 연간
라 리가의 리그 사무국인 스페인 프로축구연맹(LFP)은 라리가 시상식을 실시하여 시즌의 최우수 선수와 감독을 선정했다.
| 수상 부문       | 수상자                            |
| --------------- | --------------------------------- |
| 최우수 선수     | 리오넬 메시 (바르셀로나)          |
| 최우수 감독     | 루이스 엔리케 (바르셀로나)        |
| 최우수 골키퍼   | 클라우디오 브라보 (바르셀로나)    |
| 최우수 수비수   | 세르히오 라모스 (레알 마드리드)   |
| 최우수 미드필더 | 하메스 로드리게스 (레알 마드리드) |
| 최우수 공격수   | 리오넬 메시 (바르셀로나)          |

### 월간
| 월   | 이달의 감독          | 이달의 감독     | 이달의 선수         | 이달의 선수         | 주            |
| 월   | 감독                 | 구단            | 선수                | 구단                | 주            |
| ---- | -------------------- | --------------- | ------------------- | ------------------- | ------------- |
| 9월  | 누누 이스피리투 산투 | 발렌시아        | 놀리토              | 셀타 비고           | [ 45 ]        |
| 10월 | 카를로 안첼로티      | 레알 마드리드   | 카림 벤제마         | 레알 마드리드       | [ 46 ]        |
| 11월 | 에르네스토 발베르데  | 아틀레틱 빌바오 | 카를로스 벨라       | 레알 소시에다드     | [ 47 ]        |
| 12월 | 누누 이스피리투 산투 | 발렌시아        | 루시아노 비에토     | 비야레알            | [ 48 ]        |
| 1월  | 우나이 에메리        | 세비야          | 앙투안 그리즈만     | 아틀레티코 마드리드 | [ 49 ]        |
| 2월  | 누누 이스피리투 산투 | 발렌시아        | 알베르토 부에노     | 라요 바예카노       | [ 50 ] [ 51 ] |
| 3월  | 에르네스토 발베르데  | 아틀레틱 빌바오 | 비톨로              | 세비야              | [ 52 ] [ 53 ] |
| 4월  | 카를로 안첼로티      | 레알 마드리드   | 앙투안 그리즈만     | 아틀레티코 마드리드 | [ 54 ] [ 55 ] |
| 5월  | 호세 라몬 산도발     | 그라나다        | 크리스티아누 호날두 | 레알 마드리드       | [ 56 ] [ 57 ] |

## 같이 보기
- 세군다 디비시온 2014-15
- 코파 델 레이 2014-15